# Trivulzio-altaarstuk
Het Trivulzio-altaarstuk (Italiaans: Pala Trivulzio), ook bekend als Madonna in glorie met de heiligen Johannes de Doper, Gregorius de Grote, Benedictus en Hieronymus, is een schilderij van Andrea Mantegna uit 1497. Het maakt deel uit van de collectie van de Pinacotheek van het Castello Sforzesco in Milaan.

## Herkomst
Het werk dankt zijn naam aan de familie Trivulzio, die het van 1791 tot 1935 in bezit had. Oorspronkelijk is het gemaakt voor het hoogaltaar van de Santa Maria in Organo in Verona. Het schilderij hing daar in een lijst met inlegwerk die door Fra Giovanni da Verona gemaakt was. Een van de engelen onderin houdt een boekrol vast met de handtekening van de kunstenaar ("A. Mantinia pi[nxit]") en de datum ("a[nno] gracie 1497:15 / augusti"; de datum van Maria Hemelvaart). Vasari geeft een korte beschrijving van het schilderij in zijn Vite: "In de Santa Maria in Organo, voor de monniken van Monte Oliveto, maakte hij het schilderij voor het hoogaltaar, dat erg mooi is."  

## Voorstelling
Op het midden van het schilderij is Maria afgebeeld in een mandorla omringd door cherubijnen (sommigen met een kindergezicht, anderen in de vorm van een wolk). Zij houdt Jezus, die een ketting van bloedkoraal om zijn hals heeft, op haar knie. In haar linkerhand houdt ze een roos vast, symbool van de passie. Onder haar staan vier heiligen die anders dan Madonna in een verkort perspectief geschilderd zijn. Door een zeer laag standpunt te gebruiken, hield Mantegna rekening met de verhoogde positie van het schilderij op het altaar.  
De piramidale compositie sluit aan bij de sacre conversazioni in Venetiaanse stijl die destijds in de mode waren. Anders dan op veel schilderijen met dit thema zit Maria niet op een troon. De mandorla met wolken verwijst naar de Hemelvaart, waaraan de kerk was opgedragen. 
Van links naar rechts zijn de volgende heiligen te zien:
- Johannes de Doper;  hij draagt het gewaad van een kluizenaar in de woestijn en heeft een lange stok met het kruis in een hand. Met zijn andere hand wijst hij naar Jezus, een kenmerkend gebaar voor deze heilige. Naast hem is een boekrol met zijn profetische woorden te zien.
- Gregorius de Grote;  hij is als paus te herkennen aan zijn met figuratief borduurwerk versierde gewaad, de tiara (triregnum) en de staf. Op zijn kleding zijn voorstellingen van de verrijzenis van Christus, de aanbidding van het kind en apostelen te zien.
- Benedictus van Nursia; hij draagt het Olivetaanse habijt en een staf. De Veronese kerk werd bestuurd door een congregatie van de Benedictijnse Orde.
- Hiëronymus van Stridon; hij draagt een kardinaalshoed en een felrode mantel. In zijn rechterhand houdt hij een boek vast, een verwijzing naar de Vulgaat,  en in zijn linkerhand een model van de kerk, ook in verkort perspectief. Zijn uitdrukking is plechtig en trots en door de blik die de toeschouwer recht aankijkt, weet hij hem direct bij de voorstelling te betrekken.

Net als op Christus als de lijdende verlosser in Kopenhagen, zijn de aureolen op het schilderij schijven van licht die gedeeltelijk doorzichtig zijn en achtergrond zichtbaar laten. Onderaan schilderde Mategna drie zingende en musicerende engelen. Hij gebruikte een merkwaardig perspectief omdat het drietal van bovenaf gezien wordt, terwijl de heiligen van onderen afgebeeld zijn. Het orgel verwijst naar de naam van de kerk. De achtergrond bestaat uit twee grote bomen, een citroenboom links en een sinaasappelboom rechts, met vliegende duiven. Het geheel werkt als een soort toneelgordijn. 
Door slijtage zijn de kleuren op het schilderij nog maar zeer dun aangebracht. Hierdoor komt de textuur van het doek hier en daar naar voren. Het prachtige licht wordt geaccentueerd door de fijne gouden arcering, die op sommige plaatsen nog te zien is. Het Trivulzio-altaarstuk lijkt op de Madonna della Vittoria (1496), zij het zonder de absis die op dat werk is toegevoegd.

## Afbeeldingen

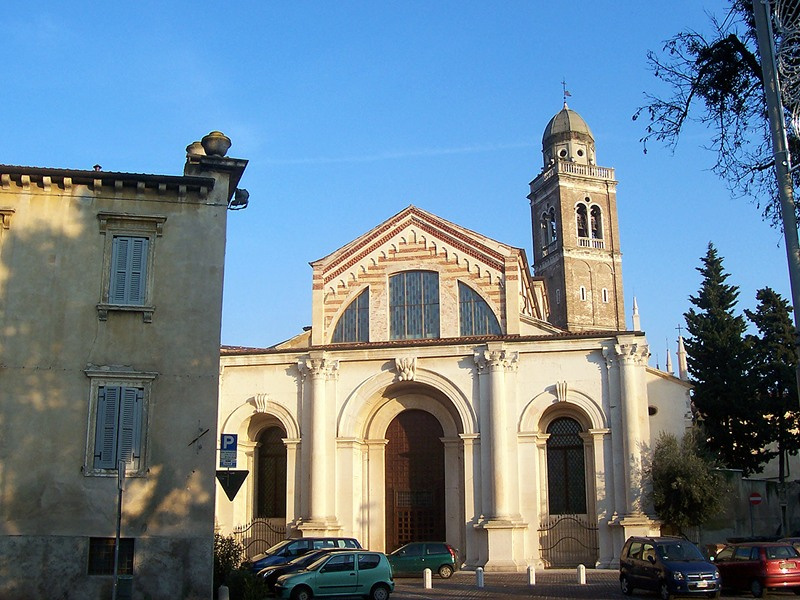
Santa Maria in Organo
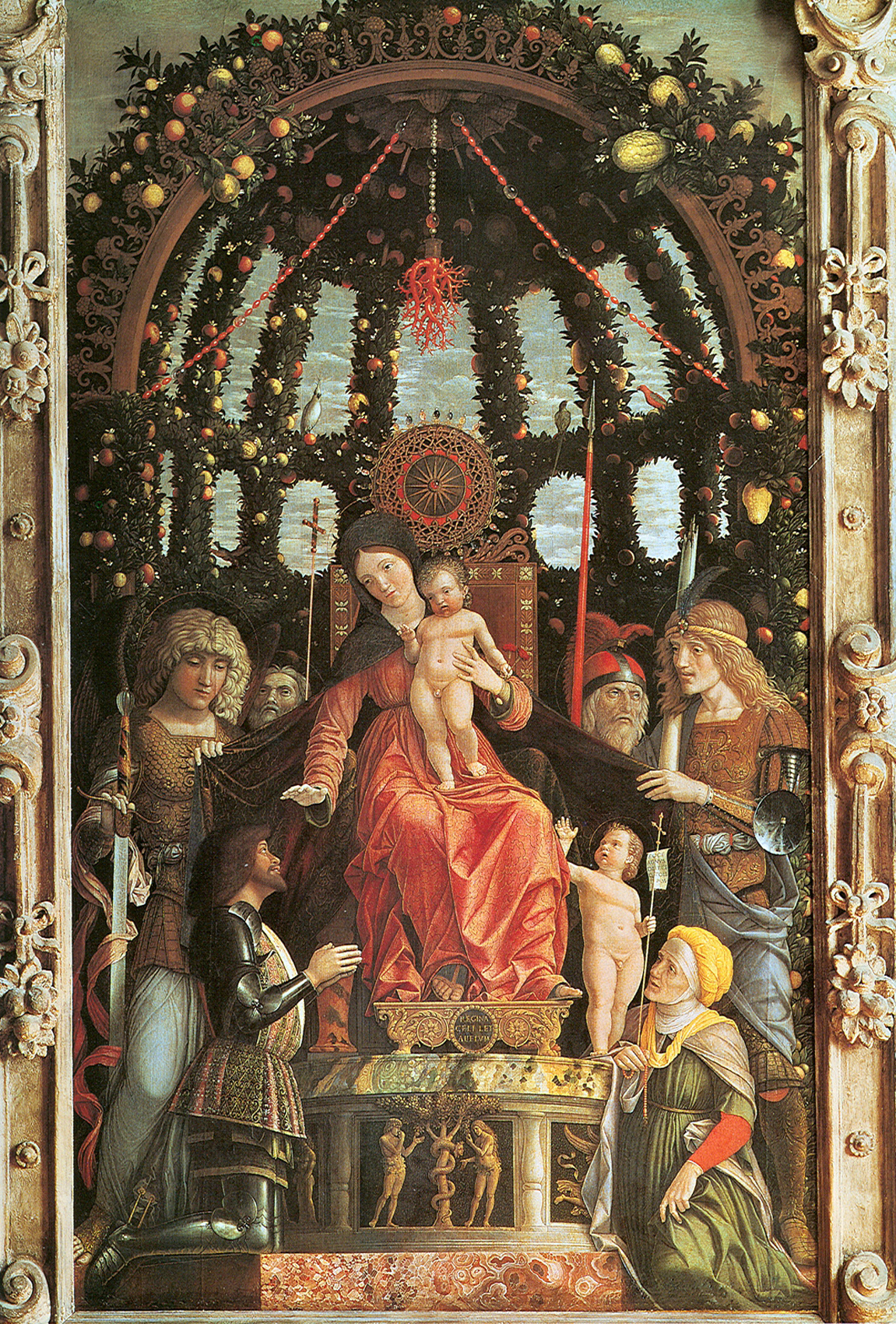
Madonna della Vittoria